# Frank Adlam
Frank Adlam (* 1857 in Salisbury; † 10. Mai 1929 in London) war ein britischer Komponist und Organist.

## Leben
Frank Adlams Vater war der Schuhmacher Abraham Thomas Adlam. Er selbst wuchs in Salisbury auf und ging dort zur Schule. Später besuchte er die Dorset County School in Charminster. Ab 1873 arbeitete er zunächst bei den Verlegern Cassell, Petter, and Galpin. Darauf war er kurze Zeit am Drury Lane Theatre unter Augustus Harris (1852–1896). 1877 wurde bei Hopwood & Crew in London Frank Adlams erstes Werk, die Walzerfolge Spring Flowers veröffentlicht. Von 1878 bis 1884 war er Organist an der Kirche St. Phillip in der Regent Street in London. Am 30. Oktober 1884 war er Klaviersolist und -begleiter bei einem Grand Evening Concert im Athenaeum Room in Derby, das von Frederick Brown veranstaltet wurde. Mitwirkende waren die Sänger Rose Moss, Alice Kean, John Cross und Signor Frassini, der Geiger Herman Koenig und der Organist der Lichfield Cathedral J. B. Lott. Von 1884 bis 1888 war Adlam Organist der Kirche St. Thomas in der Regent Street in London. Hier arbeitete er mit dem Chorleiter A. H. Crowest zusammen und komponierte für dessen Chor eine Reihe sakraler Werke, die er auch publizierte. Seine Adresse zu dieser Zeit war 81, Albany Street, Regents Park, London. Nach Volkszählungsberichten von 1901 und 1911 lebte er mit Frank Dean zusammen, der auch einige seiner Werke verlegte. Adlam starb am 10. Mai 1929 in London unverheiratet. In der Musical Times vom 1. Juni wurde sein Tod unter der Rubrik Obituary [Nachrufe] erwähnt.

## Werke (Auswahl)

### Chorwerke
- A complete setting of the Office of Holy Communion in the Key of F, 1887 OCLC 497071507
- Te Deum Laudamus in D, in englischer Sprache für vierstimmigen gemischten Chor mit Orgel, publiziert bei Novello, Ewer and Co, London & New York, 1891 OCLC 1033509874[11]
- An easy setting of the Te Deum laudamus in the key of F, für gemischten Chor und Orgel, publiziert bei Novello, London/New York 1892 OCLC 961281565
- An easy Setting of the Magnificat and Nunc Dimittis in F, publiziert bei Novello & Company in London und New York, 1892 OCLC 497072911[12]
- Unto us a Child is born. Anthem, publiziert bei Novello, London/New York 1892 OCLC 497074062
- Magnificat and Nunc dimittis in G, für gemischten Chor und Orgel, publiziert bei Novello, London/New York 1893 OCLC 961281501
- Saviour, Who did'st make Thy Dwelling, Anthem für Weihnachten und Epiphanie, publiziert bei Mathias & Strickland, London 1893 OCLC 497073597
- Missa de Sanctis, The Office of Holy Communion in E flat [Das Amt der Heiligen Kommunion in Es], publiziert bei Novello, London/New York 1892 OCLC 497073104 (Das Werk ist dem Erzbischof von Canterbury gewidmet.)[13]
- The Feast of Harvest, Anthem, publiziert bei Mathias & Strickland, London 1893 OCLC 497072349
- Open to me the gates,  Anthem, publiziert bei Novello, London 1893 OCLC 900896013 (Digitalisat)
- A simple Setting of the Office of Holy Communion in G, publiziert bei Novello, Ewer,  London/New York, 1894 OCLC 497071632
- Te Deum und Benedictus in Es, publiziert bei Mathias & Strickland, London 1894 OCLC 497073797
- Evening service in the key of F, für gemischte Stimmen und optionale Orgelbegleitung, 1895 OCLC 960820042 (I: Magnificat; II: Nunc dimittis)
- Benedicite, omnia opera in F, publiziert bei Novello, Ewer & Co in London/New York, 18945OCLC 497071202
- Invitation to Mirth, Four-Part Song, Text: Milton. Publiziert bei Novello, London 1896  OCLC 497072519
- An easy Setting of the Benedictus in F, publiziert bei Novello, London 1895 OCLC 900896013
- A Complete Musical Setting of the Office of Holy Communion in D, publiziert bei Novello, London 1898 OCLC 497071426
- Father of All , Sacred Song, mit Chor ad libitum und Orgelbegleitung, Text und Musik Frank Adlam. Publiziert bei  F. Dean, 1899  OCLC 497072314

### Sonstige Vokalwerke
- Her only son, Song, publiziert bei J.B. Cramer, London 1883, OCLC 48904621 (Incipit:  Midnight steals o’er the silent village Der Song wurde Alice Kean gewidmet.)
- Hark the sound of Church Bells pealing. Evensong. Ballad. Publiziert bei Orsborn & Tuckwood, London 1884 OCLC 497072453
- There were shepherds, Sacred Song, Text: (Lukas 2,8 EU). Publiziert bei H. Beresford,  Birmingham 1886, OCLC 54337703 (Incipit: There were shepherds abiding in the field.)
- The Home Fairy. Ballad, publiziert bei H. Beresford, Birmingham um 1890, OCLC 1061618449
- Jesu, Lover of my Soul. Sacred Song, Text: C. Wesley. Publiziert bei Frank Dean, London 1895 OCLC 497072574
- Sweet sunny days, Text und Musik: Frank Adlam. Publiziert bei W. H. Broom, London 1896 OCLC 497072574
- Ain’t Gonna Bump No More, Vocal Duet für Tenor und Bariton mit Klavierbegleitung, publiziert bei  F. Dean, 1900  OCLC 648964956
- Guide me. O Thou great Jehovah. Duett für Alt und Tenor, Text.  W. Williams. Publiziert bei Nightingale & Co, 1908  OCLC 497072428

### Klavier- und Orgelwerke
- Spring Flowers [Frühlingsblumen], Set of Waltzes [Walzerfolge], veröffentlicht von Hopwood&Crew, London 1877[6][7]
- Shakespearian Sketches für Klavier, publiziert bei C. King, London 1886 OCLC 497073663
- The fancy ball, Suite of miniature dances für Klavier, 1887[8][10]
- The butterfly, Study for the right Hand, 1888[14]
- Salisbury Voluntaries, für Harmonium oder Orgel, publiziert bei J. Curwen, London 1890 OCLC 497073568 (The Graphic bezeichnet sie in seiner Ausgabe vom 20. September 1890 als unpretentious [„anspruchslos“, „einfach“] und not lacking in originality [„nicht mangelnd an Originalität“], empfiehlt das Werk als pocket companion [„Taschenbegleiter“] für junge Organisten. Einige der Melodien seien very sweet [„süß“, „possierlich“, „herzig“].[3] Auch die Daily News vom 6. Oktober 1890 empfiehlt das Werk Orgel- und Harmoniumschülern.[4])
- Rustic Dance, Sketch  für Klavier, [Skizze] für Klavier, publiziert bei Cassell, London/Paris/New York/Melbourne 1893  OCLC 861984581 (Digitalisat)
- Eleganza : pas recherché, für Klavier, der englischen Sängerin und Tänzerin Lottie Collins (1865–1910) gewidmet, publiziert bei Frank Dean in London, 1895 OCLC 220583589
- Pastoralia. Three Summer Sketches [Drei Sommerskizzen] für Klavier, publiziert bei Frank Dean in London, 1895 OCLC 497073473
- Cosmopolitan March für Klavier, publiziert bei Frank Dean, London 1895, OCLC 497072206
- The Clockwork Doll, Humorous Gavotte, für Klavier, publiziert bei Frank Dean, London 1895 OCLC 497071385
- Parisina. Waltz Caprice, für Klavier, publiziert bei Frank Dean, London 1895 OCLC 497073446
- The Sign of the Cross. Descriptive piece für Klavier, publiziert bei Frank Dean, London 1896  OCLC 497073679
- Trilby. Intermezzo für Klavier, publiziert bei Frank Dean, London 1896 OCLC 497074029
- Light Divine. Meditation, für Klavier, publiziert bei  F. Dean, 1897  OCLC 497072753
- Ten Original Dances für Klavier, publiziert bei  F. Dean, 1897  OCLC 497073408
- Little Mary : cake-walk, publiziert bei  F. Dean, 1902  OCLC 222838134
- The Land of Toys. Descriptive Piece für Klavier, publiziert bei  F. Dean, 1903  OCLC 49707260
- A Day in London, Descriptive Piece für Klavier publiziert bei  F. Dean, 1903  OCLC 497072230